# Брехіма Сіре Траоре
Брехіма Сіре Траоре (англ. Bréhima Siré Traoré) (3 березня, 1944 — 28 грудня 2016) — малійський військовик та дипломат. Дивізійний генерал. Надзвичайний і Повноважний Посол Малі в Україні за сумісництвом.

## Життєпис
Народився 3 березня 1944 року в Каті. Проходив навчання в колишньому СРСР у військовому льотному училищі (1970—1972), льотну практику проходив в Україні. Після пілотування МІГ-21 у 1973 році, повернувся в Малі, де він приєднався до групи винищувачів, яка була створена у лютому 1979 у складі Малійських ВПС.
В Малі Брехіма Сіре Траоре займає декілька посад, зокрема: командира винищувальної ескадрильї, директора операцій ВПС, командира бази «100» в Бамако, потім заступника начальника штабу повітряної армії. Наприкінці 1980-х він відвідував військову школу та спільний вищий курс у Парижі. Через багато років він отримав звання генерала повітряної бригади — у 1996 році, а потім у 2000 році — дивізійного генерала.
У політичному плані підполковник Брехіма Сіре Траоре був членом Перехідного комітету порятунку людей (CTSP) з 8 квітня по 26 серпня 1991 року, до часу, коли він став членом уряду на посаді Державного секретаря з питань внутрішньої безпеки.
З 27 грудня 1991 по 8 червня 1992 він був міністром територіального управління, відповідальним за зв'язки з CTSP та асоціаціями. У цьому ж міністерстві з початку 1992 року він був головним організатором виборчого процесу. Доклав чимало зусиль для створення Третьої республіки: конституційний референдум, муніципальні, законодавчі та президентські вибори.
Окрім цієї важливої роботи, саме міністр Брехіма Сіре Траоре підписав 11 квітня 1992 року від імені уряду Малі Національний пакт, укладений з рухами арабсько-туарезького повстання 1990 року. Завдяки цьому акту вищі органи влади 3-ї республіки призначили його Комісаром Півночі з повноваженнями міністра (Указ № 92-081/P-RM від 5 вересня 1992 р.). Він керував першими кроками цього органу з виконання Національного пакту (управління проблемою північною частиною Малі) до 21 липня 1994 р.
Після цього він взяв на себе функції Генерального інспектора армій та служб (1994).
Свою кар'єру державного службовця він закінчує на посаді Надзвичайного і Повноважного Посла Малі в РФ (2005—2011) та за сумісництвом в Україні, Білорусі, Естонії.
Помер 28 грудня 2016 року в Тунісі після медичної евакуації.

## Сім'я
- Дружина — Рашель Дао Траоре[8]